# جان قالبرايث
جان قالبرايث (بالإنجليزية: Jean Galbraith)‏ هي كاتبة للأطفال وكاتِبة وعالمة نبات وشاعرة أسترالية، ولدت في 28 مارس 1906، وتوفيت في 2 يناير 1999.